# Gradient mediambiental
Un gradient mediambiental és un canvi gradual d'un determinat factor abiòtic en l'espai (o pot ser el temps). Factors usuals poden ser l'altitud, temperatura, profunditat, proximitat marítima, i humitat del sol.
L'abundància d'una determinada espècie habitualment varia d'acord amb els gradients mediambientals d'una forma més o menys previsible, no obstant també està influenciada per interaccions biòtiques, com la competència
. Als ecotons es produeixen canvis molt ràpids, comparats amb els gradients. S'han realitzat molts estudis sobre la distribució d'espècies lligades als gradients, que utilitzen bases de dades, com ara la Global Biodiversity Information Facility (oficina per la informació de la biodiversitat global).